# Дубовик (Дечани)
Дубовик (алб. Dubovik) је насељено место у општини Дечани, на Косову и Метохији. Према попису становништва из 2011. у насељу је живело 1.060 становника.

## Становништво
Према попису из 2011. године, Дубовик има следећи етнички састав становништва:
| Националност | 2011.          |
| Албанци      | 1.020 (96,23%) |
| Египћани     | 29 (2,74%)     |
| Бошњаци      | 10 (0,94%)     |
| недоступно   | 1 (0,09%)      |
| Укупно       | 1.060          |

| Демографија | Демографија | Демографија |
| Година      | Становника  | Становника  |
| ----------- | ----------- | ----------- |
| 1948.       | 487         |             |
| 1953.       | 479         |             |
| 1961.       | 570         |             |
| 1971.       | 728         |             |
| 1981.       | 932         |             |
| 1991.       | 1.089       |             |
| 2011.       | 1.060       |             |